# Resistenstest cancerläkemedel
Resistenstest cancerläkemedel (RCL) är en analys som finns tillgänglig på Akademiska sjukhuset i Uppsala. Syftet är att vägleda läkemedelsbehandlingen för enskilda cancerpatienter.

## Resistenstest cancerläkemedel
Resistens hos cancer är ett vanligt problem som leder till terapisvikt hos cancerpatienter. Det finns många olika typer av läkemedel som används i cancerbehandling och valet av läkemedelsterapi vid cancer är ett val som behandlande läkare ofta fattar baserat på cancertyp och stadium. Varje patient och varje enskild tumör är dock unik och två patienter med samma cancertyp och stadium svarar inte självklart på samma läkemedel. En av orsakerna till att patienten inte svarar på behandlingen är att cancercellerna i sig påverkas av behandlingen.. För att möjliggöra mer effektiv behandling som är anpassad efter de enskilda patienterna, behövs prediktiva tester

## Analys
Resistenstest cancerläkemedel är baserat på analys av ett provmaterial från patientens cancer, vilket till exempel kan vara biopsier, operationspreparat, blod eller andra vätskor. Därefter bearbetas cancercellerna i laboratorium så att de kan exponeras för olika läkemedel eller läkemedelskombinationer i cellodlingsplattor. Cancercellerna behandlas med läkemedel i 72 timmar och efter det mäter man hur stor cellöverlevnaden var med hjälp av en metod som heter FMCA (Fluorometric microculture cytotoxicity assay). På så vis kan man få reda på vilka läkemedel som orsakar stor celldöd, det vill säga är effektiva mot den här patientens cancer, samt vilka läkemedel som orsakar ingen eller väldigt liten effekt (resistens). Läkaren får tillbaka en lista över de testade läkemedlen, från vilken denne kan välja ut läkemedel som har stor effekt, och alltså välja bort de läkemedel som patientens cancer är resistenta mot.